# Movimiento Agrario Revolucionario del Campesinado Boliviano
El Movimiento Agrario Revolucionario del Campesinado Boliviano (MARC) fue un movimiento nacionalista cristiano de derecha en Bolivia.
El Movimiento Agrario Revolucionario del Campesinado Boliviano fue creado por el general René Bernal Escalante y José Zegarra Cerruto entre los campesinos del Departamento de Cochabamba en junio de 1978.
En 1978 el MARC formó parte de la coalición electoral Alianza Popular de Integración Nacional (APIN) que apoyó a René Bernal Escalante como candidato presidencial y a Mario Gutiérrez Gutiérrez (FSB) como candidato a vicepresidente.
Posterior al golpe de Estado del 17 de julio de 1980, el Movimiento Agrario Revolucionario del Campesinado Boliviano desapareció del espectro político.